# Itanhomi
Itanhomi é um município brasileiro no interior do estado de Minas Gerais, Região Sudeste do país. Localiza-se no Vale do Rio Doce e está situado a cerca de 360 km a leste da capital do estado. Ocupa uma área de 488,843 km², sendo que 1,9 km² estão em perímetro urbano, e sua população foi estimada em 11 298 habitantes em 2024.
A sede tem uma temperatura média anual de 22,4 °C e na vegetação original do município predomina a Mata Atlântica. Com 72% da população vivendo na zona urbana, Itanhomi contava, em 2009, com 13 estabelecimentos de saúde. O seu Índice de Desenvolvimento Humano (IDH) é de 0,650, classificado como médio em relação ao estado.
O povoamento da localidade teve início no final do século XIX, com a vinda de homens brancos que conquistaram o espaço dos índios Botocudos à procura de terras férteis, as quais incentivaram a implantação da agricultura e, mais tarde, da pecuária. Em 1906, fundou-se o povoado de Queiroga, que foi elevado a município em 1923, já sob a denominação de Itanhomi, sendo extinto em 1938 e recriado em 1948, instalando-se em 1º de janeiro de 1949.
O município desenvolveu-se à base da agricultura, da pecuária e da atividade comercial, tendo um dos maiores rebanhos bovinos da região. Suas principais manifestações culturais são o artesanato e os eventos festivos, tais como as comemorações religiosas da Festa do Sagrado Coração de Jesus, padroeiro municipal, e da Festa do Jubileu do Senhor do Bom Jesus.

## História
O desbravamento da região do atual município de Itanhomi teve início no final do século XIX, quando a descoberta das terras férteis da localidade favoreceu o desenvolvimento da agricultura e, posteriormente, por volta de 1890, o surgimento do povoamento denominado Queiroga. O local até então era predominantemente habitado pelos índios Botocudos, que foram forçados a cederem espaço ao homem branco, cujo domínio foi fortalecido no decorrer da década de 1900. Em 1906, é construída, por interferência do padre Modesto Vieira, a primeira capela, oficializando a existência do povoado.
Em 1908, chegaram à região os trilhos da Estrada de Ferro Vitória a Minas (EFVM), favorecendo o surgimento de núcleos habitacionais que décadas mais tarde dariam origem a outros municípios a serem desmembrados do território itanhomiense, como nos casos dos primitivos povoados de Lajão (atual Conselheiro Pena), Cachoeirinha (atual Tumiritinga), Floresta (atual Alvarenga) e Itaúba (atual Sobrália). Ao redor das estações ferroviárias estabeleceram-se alguns moradores e pequenos comerciantes e a ferrovia ajudou no escoamento da produção agrícola e extração mineral dessas localidades.
Dado o desenvolvimento econômico e demográfico, pela lei estadual nº 843, de 7 de setembro de 1923, houve a criação do município a partir do povoado de Queiroga, emancipado de Caratinga e constituído dos distritos de Cuieté, Floresta, Lajão, Tarumirim e Sede (instalando-se em 14 de março de 1926). Da junção das palavras em tupi "Ita" (que significa "pedra") e "nhomi" ("escondida) surge o nome do recém-criado município, "Itanhomi", que significa "pedra escondida".
O até então distrito de Tarumirim emancipou-se pelo decreto-lei estadual nº 148, de 17 de dezembro de 1938, o qual também extinguiu o Distrito-Sede de Itanhomi, passando a pertencer ao novo município supracitado. Os distritos de Cuieté, Floresta e Lajão foram anexados a Conselheiro Pena, também criado sob o mesmo decreto. Itanhomi, no entanto, foi recriada pela lei nº 336, de 27 de dezembro de 1948, instalando-se em 1º de janeiro de 1949. A lei estadual nº 2.764, de 30 de dezembro de 1962, criou os distritos de Capitão Andrade e Edgard Melo. Capitão Andrade emancipa-se pela lei estadual nº 10.704, de 27 de abril de 1992, restando atualmente os distritos de Edgard Melo e São Francisco do Jataí, este criado ainda na década de 90. Pela lei municipal nº 1.648 de 16 de setembro de 2013, publicada em 14 de fevereiro de 2014, foi criado o distrito de Santa Luzia do Carneiro.

## Geografia
A área do município, segundo o Instituto Brasileiro de Geografia e Estatística (IBGE), é de 488,843 km², sendo que 1,9625 km² constituem a zona urbana. Situa-se a 19º10'19" de latitude sul e 41°51'55" de longitude oeste e está a uma distância de 363 quilômetros a leste da capital mineira. Seus municípios limítrofes são Capitão Andrade, a norte; Engenheiro Caldas, a oeste; Tarumirim, a sul; Conselheiro Pena, a leste; e Tumiritinga, a nordeste.
De acordo com a divisão regional vigente desde 2017, instituída pelo IBGE, o município pertence às Regiões Geográficas Intermediária e Imediata de Governador Valadares. Até então, com a vigência das divisões em microrregiões e mesorregiões, fazia parte da microrregião de Governador Valadares, que por sua vez estava incluída na mesorregião do Vale do Rio Doce.

### Relevo, hidrografia e meio ambiente
O relevo do município de Itanhomi é predominantemente montanhoso, sendo que a altitude máxima encontra-se na cabeceira do córrego Miraval, que chega aos 843 metros, enquanto que a altitude mínima está na Lagoa do Queiroga, com 226 metros. Já o ponto central da cidade está a 252,65 metros. O principal manancial que passa por Itanhomi é o córrego Queiroga, porém o território municipal é banhado por vários cursos hídricos de pequeno porte, sendo alguns deles os córregos Macuna do Grande e Miraval e a Lagoa do Queiroga, fazendo parte da bacia do rio Doce.
Por vezes, na estação das chuvas, os rios que cortam o município sofrem com a elevação de seus níveis, provocando enchentes em suas margens e no perímetro urbano municipal. A vegetação predominante no município é a Mata Atlântica, sendo que os principais problemas ambientais presentes, segundo a prefeitura em 2010, eram o assoreamento de corpos d'água e o desmatamento. A cidade conta, entretanto, com Fundo Municipal de Meio Ambiente e um Conselho Municipal de Meio Ambiente em atividade, criado em 2002 e de caráter paritário.

### Clima
| Maiores acumulados diários de chuva registrados em Itanhomi por meses | Maiores acumulados diários de chuva registrados em Itanhomi por meses | Maiores acumulados diários de chuva registrados em Itanhomi por meses | Maiores acumulados diários de chuva registrados em Itanhomi por meses | Maiores acumulados diários de chuva registrados em Itanhomi por meses | Maiores acumulados diários de chuva registrados em Itanhomi por meses |
| Mês                                                                   | Acumulado                                                             | Data                                                                  | Mês                                                                   | Acumulado                                                             | Data                                                                  |
| --------------------------------------------------------------------- | --------------------------------------------------------------------- | --------------------------------------------------------------------- | --------------------------------------------------------------------- | --------------------------------------------------------------------- | --------------------------------------------------------------------- |
| Janeiro                                                               | 83,2 mm                                                               | 20/01/2016                                                            | Julho                                                                 | 26,3 mm                                                               | 11/07/1998                                                            |
| Fevereiro                                                             | 111,1 mm                                                              | 09/02/2004                                                            | Agosto                                                                | 56,5 mm                                                               | 30/08/1990                                                            |
| Março                                                                 | 178,2 mm                                                              | 28/03/1984                                                            | Setembro                                                              | 68,5 mm                                                               | 24/09/2002                                                            |
| Abril                                                                 | 94 mm                                                                 | 28/04/2017                                                            | Outubro                                                               | 94,6 mm                                                               | 21/10/1984                                                            |
| Maio                                                                  | 54,2 mm                                                               | 08/05/1992                                                            | Novembro                                                              | 149 mm                                                                | 30/11/1997                                                            |
| Junho                                                                 | 39,8 mm                                                               | 30/06/1989                                                            | Dezembro                                                              | 100,5 mm                                                              | 21/12/2013                                                            |
| Fonte: Agência Nacional de Águas e Saneamento Básico (ANA).           |                                                                       |                                                                       |                                                                       |                                                                       |                                                                       |

O clima itanhomiense é caracterizado, segundo o IBGE, como tropical quente semiúmido (tipo Aw segundo Köppen), tendo temperatura média anual de 22,4 °C com invernos secos e amenos e verões chuvosos e com temperaturas elevadas. O mês mais quente, março, tem temperatura média de 24,7 °C, sendo a média máxima de 29,9 °C e a mínima de 19,5 °C. E o mês mais frio, julho, de 19,3 °C, sendo 25,7 °C e 13 °C as médias máxima e mínima, respectivamente. Outono e primavera são estações de transição.
A precipitação média anual é de 1 199,8 mm, sendo julho o mês mais seco, quando ocorrem apenas 12,8 mm. Em dezembro, o mês mais chuvoso, a média fica em 210,5 mm. Nos últimos anos, entretanto, os dias quentes e secos durante o inverno têm sido cada vez mais frequentes, não raro ultrapassando a marca dos 30 °C, especialmente entre julho e setembro. Em julho de 2008, por exemplo, a precipitação de chuva em Itanhomi não passou dos 0 mm. Durante a época das secas e em longos veranicos em pleno período chuvoso também são comuns registros de queimadas em morros e matagais, principalmente na zona rural da cidade, o que contribui com o desmatamento e com o lançamento de poluentes na atmosfera, prejudicando ainda a qualidade do ar.
Segundo dados da Companhia de Pesquisa de Recursos Minerais (CPRM), desde 1984 o maior acumulado de chuva registrado em 24 horas em Itanhomi foi de 178,2 mm no dia 28 de março de 1984. Outros grandes acumulados foram de 149 mm em 30 de novembro de 1997, 141,1 mm em 23 de novembro de 2016 e 111,1 mm em 9 de fevereiro de 2004. De acordo com o Instituto Nacional de Pesquisas Espaciais (INPE), o município é o 655º colocado no ranking de ocorrências de descargas elétricas no estado de Minas Gerais, com uma média anual de 2,2063 raios por quilômetro quadrado.
| Dados climatológicos para Itanhomi | Dados climatológicos para Itanhomi | Dados climatológicos para Itanhomi | Dados climatológicos para Itanhomi | Dados climatológicos para Itanhomi | Dados climatológicos para Itanhomi | Dados climatológicos para Itanhomi | Dados climatológicos para Itanhomi | Dados climatológicos para Itanhomi | Dados climatológicos para Itanhomi | Dados climatológicos para Itanhomi | Dados climatológicos para Itanhomi | Dados climatológicos para Itanhomi | Dados climatológicos para Itanhomi |
| Mês                                | Jan                                | Fev                                | Mar                                | Abr                                | Mai                                | Jun                                | Jul                                | Ago                                | Set                                | Out                                | Nov                                | Dez                                | Ano                                |
| ---------------------------------- | ---------------------------------- | ---------------------------------- | ---------------------------------- | ---------------------------------- | ---------------------------------- | ---------------------------------- | ---------------------------------- | ---------------------------------- | ---------------------------------- | ---------------------------------- | ---------------------------------- | ---------------------------------- | ---------------------------------- |
| Temperatura máxima média (°C)      | 29,8                               | 29,9                               | 29,9                               | 28,4                               | 26,9                               | 25,9                               | 25,7                               | 26,5                               | 27                                 | 27,8                               | 28,4                               | 28,8                               | 27,9                               |
| Temperatura mínima média (°C)      | 18,8                               | 19,4                               | 19,5                               | 17,8                               | 15,6                               | 13,5                               | 13                                 | 14,1                               | 15,4                               | 18                                 | 18,9                               | 19,1                               | 16,9                               |
| Precipitação (mm)                  | 210,4                              | 111                                | 144                                | 75,7                               | 34,8                               | 15,8                               | 12,8                               | 19,4                               | 50,2                               | 121,9                              | 193,3                              | 210,5                              | 1 199,8                            |
| Fonte: Somar Meteorologia          |                                    |                                    |                                    |                                    |                                    |                                    |                                    |                                    |                                    |                                    |                                    |                                    |                                    |

## Demografia
Em 2022, a população foi estimada em 11 128 habitantes pelo censo daquele ano, realizado pelo Instituto Brasileiro de Geografia e Estatística (IBGE). Em 2010, a população era de 11 856 habitantes. Segundo o censo de 2010, 5 799 habitantes eram homens e 6 057 habitantes mulheres. Ainda segundo o mesmo censo, 8 646 habitantes viviam na zona urbana e 3 210 na zona rural. Da população total, 2 779 habitantes (23,44%) tinham menos de 15 anos de idade, 7 796 habitantes (65,76%) tinham de 15 a 64 anos e 1 281 pessoas (10,80%) possuíam mais de 65 anos, sendo que a esperança de vida ao nascer era de 74,9 anos e a taxa de fecundidade total por mulher era de 2,0.
Em 2010, segundo dados do censo do IBGE daquele ano, a população itanhomiense era composta por 4 814 brancos (40,60%); 537 negros (4,53%); 180 amarelos (1,52%); 6 320 pardos (53,31%) e cinco indígenas (0,04%). Considerando-se a região de nascimento, 44 eram nascidos na Região Norte (0,37%), 64 na Região Nordeste (0,54%), 11 603 no Sudeste (97,87%), 15 no Sul (0,13%) e 23 no Centro-Oeste (0,19%). 11 323 habitantes eram naturais do estado de Minas Gerais (95,50%) e, desse total, 8 801 eram nascidos em Itanhomi (74,23%). Entre os 533 naturais de outras unidades da federação, São Paulo era o estado com maior presença, com 218 pessoas (1,84%), seguido pelo Espírito Santo, com 51 residentes (0,43%), e pela Bahia, com 38 habitantes residentes no município (0,32%).
O Índice de Desenvolvimento Humano Municipal (IDH-M) de Itanhomi é considerado médio pelo Programa das Nações Unidas para o Desenvolvimento (PNUD), sendo que seu valor é de 0,650 (o 3115º maior do Brasil). A cidade possui a maioria dos indicadores próximos à média nacional segundo o PNUD. Considerando-se apenas o índice de educação o valor é de 0,503, o valor do índice de longevidade é de 0,831 e o de renda é de 0,656. De 2000 a 2010, a proporção de pessoas com renda domiciliar per capita de até meio salário mínimo reduziu em 52,8% e em 2010, 77,0% da população vivia acima da linha de pobreza, 10,8% encontrava-se na linha da pobreza e 12,1% estava abaixo e o coeficiente de Gini, que mede a desigualdade social, era de 0,650, sendo que 1,00 é o pior número e 0,00 é o melhor. A participação dos 20% da população mais rica da cidade no rendimento total municipal era de 58,1%, ou seja, 21,8 vezes superior à dos 20% mais pobres, que era de 2,7%.
De acordo com dados do censo de 2010 realizado pelo IBGE, a população de Itanhomi está composta por: 9 127 católicos (76,98%), 1 940 evangélicos (16,36%), 582 pessoas sem religião (4,91%), 98 Testemunhas de Jeová (0,83%) e 0,92% estão divididas entre outras religiões.

## Política e administração
A administração municipal se dá pelos Poderes Executivo e Legislativo. O Executivo é exercido pelo prefeito, auxiliado pelo seu gabinete de secretários. Jaeder Carlos Pereira, do Partido da Social Democracia Brasileira (PSDB), foi o candidato eleito nas eleições municipais de 2016 com 43,71% dos votos válidos, sendo empossado em 1º de janeiro de 2017. No entanto, sua chapa foi cassada em dezembro de 2017, sendo então determinada a posse do presidente da câmara municipal Antonieli Costa Maia (PT) até a realização de eleição suplementar. Nessa eleição extraordinária, ocorrida em 24 de junho de 2018, Raimundo Penaforte, do Movimento Democrático Brasileiro (MDB), foi eleito com 42% dos votos ao lado de Frederico Vieira de Carvalho (MDB) como vice-prefeito.
O Poder Legislativo, por sua vez, é constituído pela câmara municipal, composta por nove vereadores. Cabe à casa elaborar e votar leis fundamentais à administração e ao Executivo, especialmente o orçamento participativo (Lei de Diretrizes Orçamentárias). Em complementação ao processo Legislativo e ao trabalho das secretarias, existem também conselhos municipais em atividade, entre os quais dos direitos da criança e do adolescente, criado em 1995, e tutelar (2001). Itanhomi se rege por sua lei orgânica, que foi promulgada em 22 de junho de 1990, e abriga uma comarca do Poder Judiciário estadual, de primeira entrância, tendo como termo o município de Capitão Andrade. O município possuía, em fevereiro de 2017, 10 143 eleitores, de acordo com o Tribunal Superior Eleitoral (TSE), o que representa 0,065% do eleitorado mineiro.

## Distritos
| Distrito                 | Código IBGE | Habitantes (2022) | Domicílios particulares (2022) |             |           |     |     |
| ------------------------ | ----------- | ----------------- | ------------------------------ | ----------- | --------- | --- | --- |
| Distrito                 | Código IBGE | Habitantes (2022) | Domicílios particulares (2022) | Edgard Melo | 313320415 | 619 | 226 |
| Itanhomi (distrito-sede) | 313320405   | 9 053             | 3 516                          |             |           |     |     |
| São Francisco do Jataí   | 313320425   | 1 011             | 383                            |             |           |     |     |
| Santa Luzia do Carneiro  | 313320420   | 445               | 161                            |             |           |     |     |

## Economia
O Produto Interno Bruto (PIB) de Itanhomi é um dos maiores de sua microrregião, destacando-se na agropecuária e na área de prestação de serviços. De acordo com dados do IBGE, relativos a 2011, o PIB do município era de R$ 80 157 mil. 2 494 mil eram de impostos sobre produtos líquidos de subsídios a preços correntes. O PIB per capita é de R$ 6 748,37. Em 2010, 52,34% da população maior de 18 anos era economicamente ativa, enquanto que a taxa de desocupação era de 6,17%.
Salários juntamente com outras remunerações somavam 10 041 mil reais e o salário médio mensal de todo município era de 1,5 salários mínimos. Havia 227 unidades locais e 226 empresas atuantes. Segundo o IBGE, 72,91% das residências sobreviviam com menos de salário mínimo mensal por morador (2 762 domicílios), 15,12% sobreviviam com entre um e três salários mínimos para cada pessoa (533 domicílios), 1,74% recebiam entre três e cinco salários (66 domicílios), 1,19% tinham rendimento mensal acima de cinco salários mínimos (45 domicílios) e 9,0% não tinham rendimento (341 domicílios).
Setor primário
| Produção de cana-de-açúcar, arroz e milho (2012) | Produção de cana-de-açúcar, arroz e milho (2012) | Produção de cana-de-açúcar, arroz e milho (2012) |
| ------------------------------------------------ | ------------------------------------------------ | ------------------------------------------------ |
| Produto                                          | Área colhida (hectares)                          | Produção (tonelada)                              |
| Cana-de-açúcar                                   | 40                                               | 1 200                                            |
| Arroz                                            | 100                                              | 600                                              |
| Milho                                            | 50                                               | 150                                              |

A pecuária e a agricultura representam o segundo setor mais relevante na economia de Itanhomi. Em 2011, de todo o PIB da cidade, 11 288 mil reais era o valor adicionado bruto da agropecuária, enquanto que em 2010, 32,58% da população economicamente ativa do município estava ocupada no setor. Segundo o IBGE, em 2012 o município possuía um rebanho de dez asininos, 39 100 bovinos, 1 100 caprinos, 1 500 equinos, 250 muares, 400 ovinos, 5 900 suínos e 49 mil aves, entre estas 13 mil galinhas e 36 mil galos, frangos e pintinhos. Neste mesmo ano, a cidade produziu 9 290 mil litros de leite de 8 400 vacas e 77 mil dúzias de ovos de galinha.
Na lavoura temporária são produzidos principalmente a cana-de-açúcar (1 200 toneladas produzidas e 40 hectares cultivados), o arroz (600 toneladas e 100 hectares) e o milho (150 toneladas e 50 hectares), além do abacaxi, do amendoim e do feijão. Já na lavoura permanente destacam-se a banana (1 400 toneladas produzidas e 50 hectares cultivados), a laranja (400 toneladas produzidas e 50 hectares cultivados) e o café (297 toneladas e 275 hectares), além do coco-da-baía.
Setores secundário e terciário
A indústria, em 2011, era o setor menos relevante para a economia do município. 10 374 reais do PIB municipal eram do valor adicionado bruto da indústria (setor secundário). A produção industrial é incipiente na cidade, mesmo que comece a dar sinais de aprimoramento, sendo resumida principalmente à fabricação de produtos alimentícios e ao beneficiamento de grãos. Segundo estatísticas do ano de 2010, 4,56% dos trabalhadores de Itanhomi estavam ocupados no setor industrial.
O comércio está presente em Itanhomi desde o estabelecimento do núcleo urbano, entre os séculos XIX e XX, sendo que o primeiro estabelecimento foi aberto pelas famílias Goulart e Bittencourt na atual Praça Abel Andrade. Em 2010, 10,66% da população ocupada estava empregada no setor de construção, 0,61% nos setores de utilidade pública, 13,04% no comércio e 35,85% no setor de serviços e em 2011, 56 001 reais do PIB municipal eram do valor adicionado bruto do setor terciário.

## Infraestrutura

### Saúde e educação
Em 2009, o município possuía 13 estabelecimentos de saúde entre hospitais, pronto-socorros, postos de saúde e serviços odontológicos, sendo nove deles públicos e pertencentes à rede municipal e quatro privados. Todos os estabelecimentos eram integrantes do Sistema Único de Saúde (SUS) e havia 20 leitos para internação; todos nos estabelecimentos privados. Em 2012, 99,1% das crianças menores de 1 ano de idade estavam com a carteira de vacinação em dia. Em 2011, foram registrados 207 nascidos vivos, sendo que o índice de mortalidade infantil neste ano foi de 14,5 óbitos de crianças menores de cinco anos de idade a cada mil nascidos. Em 2010, 7,10% das mulheres de 10 a 17 anos tiveram filhos (todas acima dos 15 anos) e a taxa de atividade entre meninas de 10 a 14 anos era de 14,99%. 3 469 crianças foram pesadas pelo Programa Saúde da Família em 2012, sendo que 0,8% do total estavam desnutridas.
Na área da educação, o Índice de Desenvolvimento da Educação Básica (IDEB) médio entre as escolas públicas de Itanhomi era, no ano de 2011, de 4,7 (numa escala de avaliação que vai de nota 1 a 10), sendo que a nota obtida por alunos do 5º ano (antiga 4ª série) foi de 5,3 e do 9º ano (antiga 8ª série) foi de 4,1; o valor das escolas públicas de todo o Brasil era de 4,0. Em 2010, 2,46% das crianças com faixa etária entre sete e quatorze anos não estavam cursando o ensino fundamental. A taxa de conclusão, entre jovens de 15 a 17 anos, era de 52,6% e o percentual de alfabetização de jovens e adolescentes entre 15 e 24 anos era de 98,0%. A distorção idade-série entre alunos do ensino fundamental, ou seja, com com idade superior à recomendada, era de 6,7% para os anos iniciais e 24,9% nos anos finais e, no ensino médio, a defasagem chegava a 31,4%. Dentre os habitantes de 18 anos ou mais, 32,49% tinham completado o ensino fundamental e 18,96% o ensino médio, sendo que a população tinha em média 9,76 anos esperados de estudo.
Em 2010, de acordo com dados da amostra do censo demográfico, da população total, 3 217 habitantes frequentavam creches e/ou escolas. Desse total, 142 frequentavam creches, 190 estavam no ensino pré-escolar, 195 na classe de alfabetização, 30 na alfabetização de jovens e adultos, 1 694 no ensino fundamental, 435 no ensino médio, 120 na educação de jovens e adultos do ensino fundamental, 117 na educação de jovens e adultos do ensino médio, cinco na especialização de nível superior, 275 em cursos superiores de graduação e 15 em mestrado. 8 639 pessoas não frequentavam unidades escolares, sendo que 1 656 nunca haviam frequentado e 6 983 haviam frequentado alguma vez. O município contava, em 2012, com aproximadamente 2 474 matrículas nas instituições de ensino da cidade. Segundo o IBGE, neste mesmo ano, das nove escolas do ensino fundamental, quatro pertenciam à rede pública municipal e cinco à rede pública estadual. Dentre as duas escolas que ofereciam ensino médio, ambas pertenciam à rede pública estadual.
| Ensino pré-escolar | 240   | 16  | 3 |
| Ensino fundamental | 1 722 | 118 | 9 |
| Ensino médio       | 512   | 42  | 2 |

### Habitação e serviços básicos
No ano de 2010, a cidade tinha 3 788 domicílios particulares permanentes. Desse total, 3 740 eram casas e 48 eram apartamentos. Do total de domicílios, 2 444 são imóveis próprios (2 433 já quitados e 11 em aquisição), 568 foram alugados, 755 foram cedidos (170 cedidos por empregador e 585 cedidos de outra forma) e 21 foram ocupados de outra maneira. Parte dessas residências conta com água tratada, energia elétrica, esgoto, limpeza urbana, telefonia fixa e telefonia celular. 2 757 domicílios eram atendidos pela rede geral de abastecimento de água (72,78% do total); 3 754 (99,10%) possuíam banheiros para uso exclusivo das residências; 2 726 (71,96% deles) eram atendidos por algum tipo de serviço de coleta de lixo; e 3 773 (99,60%) possuíam abastecimento de energia elétrica.
A criminalidade ainda é um problema presente em Itanhomi. Entre 2006 e 2008, a taxa de homicídios no município foi de 2,7 para cada 100 mil habitantes, ficando no 306º lugar a nível estadual e no 2628º lugar a nível nacional. Neste período, a taxa de suicídios também foi de 2,7 para cada 100 mil habitantes, ficando no 254º lugar a nível estadual e no 1904º lugar a nível nacional. Já em relação à taxa de óbitos por acidentes de transito, o índice foi de 8,1 para cada 100 mil habitantes, ficando no 263º a nível estadual e no 2253º lugar a nível nacional. O código de área (DDD) de Itanhomi é 033 e o Código de Endereçamento Postal (CEP) vai de 35120-000 a 35122-999. No dia 10 de novembro de 2008 o município passou a ser servido pela portabilidade, juntamente com outros municípios com o mesmo DDD. A portabilidade é um serviço que possibilita a troca da operadora sem a necessidade de se trocar o número do aparelho.
A responsável pelo serviço de abastecimento de energia elétrica é a Companhia Energética de Minas Gerais (Cemig). Segundo a empresa, em 2003 havia 3 706 consumidores e foram consumidos 5 805 841 KWh de energia. Já o serviço de abastecimento de água e coleta de esgoto da cidade é feito pela própria prefeitura, sendo que em 2008 havia 3 966 unidades consumidoras e eram distribuídos em média 2 028 m³ de água tratada por dia.

### Transportes
A frota municipal no ano de 2012 era de 3 914 veículos, sendo 1 272 automóveis, 96 caminhões, dois caminhões-trator, 198 caminhonetes, 44 caminhonetas, 16 micro-ônibus, 2 070 motocicletas, 147 motonetas, 18 ônibus, um trator de rodas, quatro utilitários e 46 classificados como outros tipos de veículos. A cidade conta com um terminal rodoviário, o Terminal Rodoviário José Batista Pereira, que foi reestruturado em 2006 e mantém linhas que ligam Itanhomi às localidades rurais e a cidades de seu entorno.
As rodovias que cortam o município são a BR-381, que começa em São Mateus, no litoral do Espírito Santo, passa por Governador Valadares, pela Região Metropolitana do Vale do Aço, Região Metropolitana de Belo Horizonte e sul de Minas e termina na cidade de São Paulo; e a BR-116, que começa em Fortaleza, no Ceará, interliga várias cidades das Regiões Nordeste, Sudeste e Sul do Brasil  até terminar na cidade de Jaguarão, no estado do Rio Grande do Sul, na fronteira com o Uruguai.

## Cultura

### Manifestações culturais e instituições
Itanhomi conta com legislação municipal de proteção ao patrimônio cultural material, ministrada por uma secretaria municipal exclusiva, que é o órgão gestor da cultura no município. Dentre os espaços culturais, destaca-se a existência de uma biblioteca mantida pelo poder público municipal, estádios ou ginásios poliesportivos e clubes e associações recreativas, segundo o IBGE em 2005 e 2012.
O artesanato é uma das formas mais espontâneas da expressão cultural itanhomiense, sendo que, segundo o IBGE, a principal atividade artesanal desenvolvida em Itanhomi é o bordado. Algumas das principais festas populares organizadas na cidade são as celebrações de Corpus Christi, em maio ou junho, com missas e procissões sobre os tapetes de serragem colorida confeccionados em algumas ruas do município; a Festa do Sagrado Coração de Jesus, padroeiro municipal, celebrada anualmente em junho, com missas e procissões pelas ruas da cidade, além da presença de barracas com comidas típicas; a Feira da Paz, organizada desde a década de 1990 e que conta com a realização de espetáculos de calouros, seguidos do concurso para a escolha das melhores apresentações, aberto para todas as idades, e com bandas regionais; e a Festa do Jubileu do Senhor do Bom Jesus, em setembro.

### Feriados
Em Itanhomi há três feriados municipais e oito feriados nacionais, além dos pontos facultativos. Os feriados municipais são o dia do aniversário da cidade, comemorado em 1º de janeiro; o dia do Sagrado Coração de Jesus, padroeiro da cidade, celebrado em 17 de junho; e o dia do Jubileu do Senhor do Bom Jesus, comemorado em 14 de setembro. De acordo com a lei federal nº 9.093, aprovada em 12 de setembro de 1995, os municípios podem ter no máximo quatro feriados municipais com âmbito religioso, já incluída a Sexta-Feira Santa.